# Bezirksverwaltungsgericht Šiauliai
Das Bezirksverwaltungsgericht Šiauliai (lit. Šiaulių apygardos administracinis teismas, ŠAAT) ist eines von fünf Bezirksverwaltungsgerichten in Litauen in der nordlitauischen  Großstadtgemeinde Šiauliai (126.000 Einwohner). Adresse ist Dvaro g. 80, LT-76298, Šiauliai. Das Bezirksverwaltungsgericht Šiauliai wurde 1999 gegründet (auch wie alle litauische Verwaltungsgerichte).
Gerichtspräsident ist Gražvydas Poškus (* 1966). Insgesamt gibt es sechs Richter, vier Richtergehilfen, drei Gerichtssekretärinnen und sechs Kanzleingestellten (Kanzleileiterin, einen Beamten, zwei Oberspezialistinnen und zwei Spezialistinnen).